# Comitê Supremo Macedônio-Adrianópolis

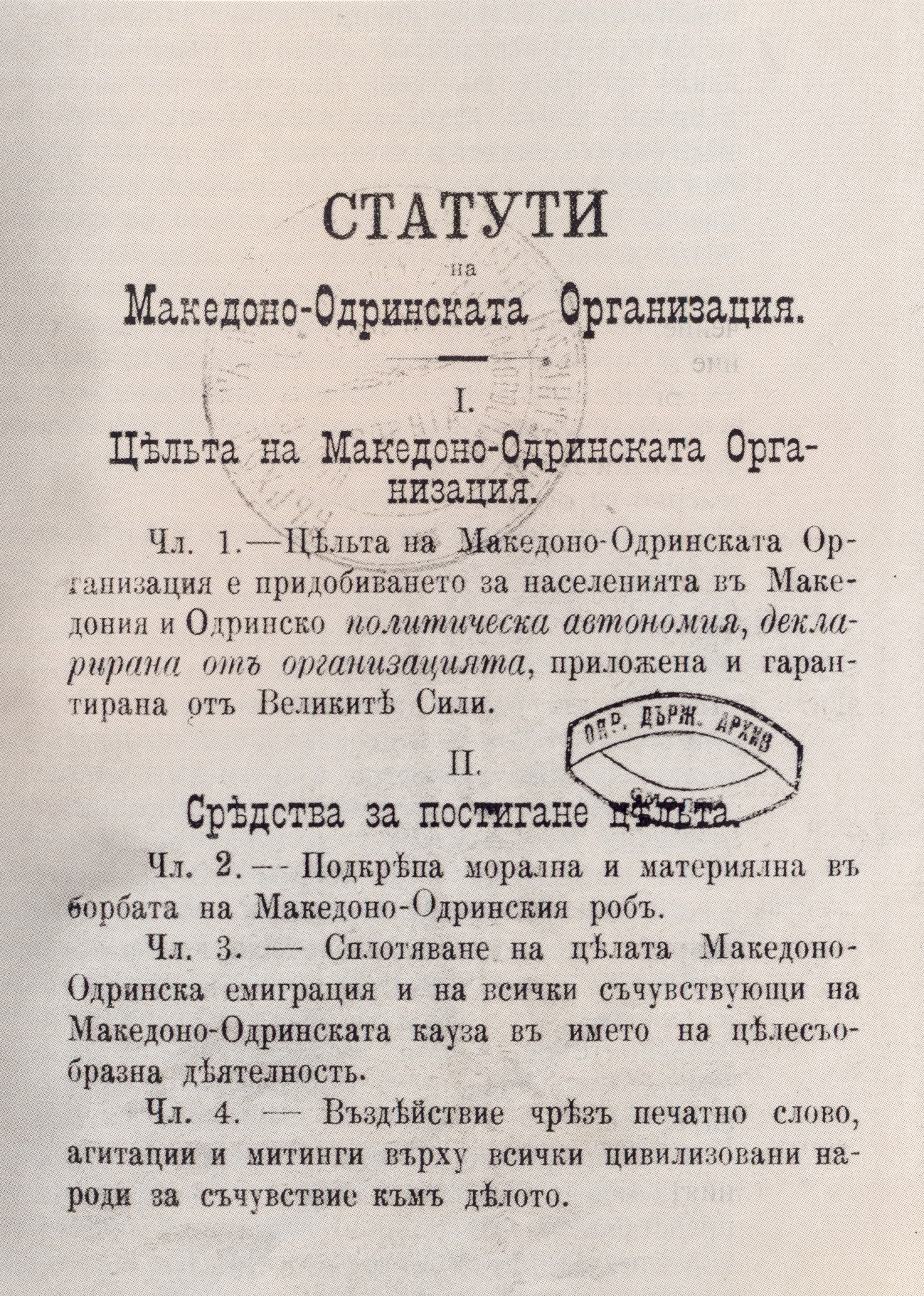
Estatuto da Organização Macedônia-Adrianópolis, assembleia geral do SMAC, 1900. Capítulo I. - Objetivo Art 1. O objetivo da MAO é garantir a autonomia política para as regiões da Macedônia e Adrianópolis...

O Comitê Supremo Macedônio-Adrianópolis (SMAC) (em búlgaro:  Върховен македоно - одрински комитет, (ВМОК)), também conhecido como Comitê Supremo da Macedônia, foi uma organização paramilitar e política búlgara, ativa na Bulgária, bem como nas regiões da Macedônia e da Tráciado Império Otomano. Foi sediada na Bulgária de 1895 a 1905. Os emigrantes búlgaros macedônios e búlgaros trácios na Bulgária eram um grande número. Liderados por Trayko Kitanchev, formaram em 1895 a "Organização Macedônia-Adrianópolis", à frente da qual estava o "Comitê Revolucionário Supremo Macedônio-Adrianópolis". A sua declaração oficial foi também uma luta pela autonomia da Macedônia e da Trácia. Ao mesmo tempo, impaciente para que a liberdade chegasse mais cedo e fortemente convencido de que ela só viria com a ajuda do exército búlgaro. Mais tarde, eles direcionaram seus esforços em atividades para envolver o país na guerra com o Império Otomano, como por exemplo durante a ação dos chetas do Comitê Supremo da Macedônia em 1895, e a Revolta de Gorna Dzhumaya em 1902. Via de regra, a maioria dos líderes tinha ligações mais fortes com os governos. No final, a sua ideia principal era travar uma luta por uma unificação directa com a Bulgária.

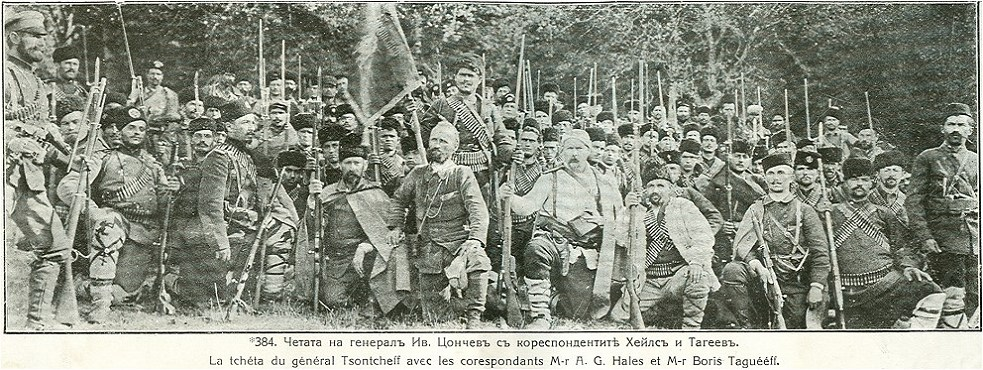
Bando do Comitê Supremo do General Ivan Tsonchev

Eles ficaram conhecidos como "supremistas" ou " varhovistas " porque estavam baseados fora da Macedônia. Os supremos recorreram ao terrorismo contra os otomanos na esperança de provocar uma guerra e, assim, a anexação da Macedónia pela Bulgária. Vários meses após a formação do Comité Supremo, este último formou vários destacamentos de emigrantes búlgaros, revolucionários, soldados e oficiais do exército, quase todos nascidos na Macedónia ou na Trácia. Quatro destacamentos conseguiram entrar na Macedônia e apenas um na Trácia. Por um tempo, no final da década de 1890, os líderes da Organização Revolucionária Interna Macedônia-Adrianópolis (IMARO) conseguiram obter o controle do Comitê Supremo, mas logo se dividiu em duas facções: uma leal ao IMARO e outra liderada por alguns oficiais próximos ao príncipe búlgaro . O segundo encenou uma revolta malfadada na Macedônia Oriental em 1902, onde foram combatidos militarmente por bandos locais da IMARO liderados por Yane Sandanski e Hristo Chernopeev, que mais tarde se tornariam os líderes da ala esquerda da IMARO. Durante a Revolta de Ilinden, destacamentos insurgentes do Comitê Supremo reprimiram uma grande força turca. Estas ações começaram no dia da Festa da Cruz e não envolveram tanto a população local como em outras regiões, e ocorreram bem a leste de Monastir e a oeste da Trácia. Após o fracasso da revolta, o governo búlgaro dissolveu o comité sob pressão otomana.